# Beryks wspaniały
Beryks wspaniały, beryks szkarłatny (Beryx splendens) – gatunek morskiej ryby z rodziny beryksowatych (Berycidae).

## Występowanie
Wszystkie oceany z wyjątkiem północno-wschodniego Pacyfiku i Morza Śródziemnego. W zachodnim Atlantyku występuje od Zatoki Maine na północy po Zatokę Meksykańską na południu, we wschodnim Atlantyku od południowo-zachodnich krańców Europy i Wysp Kanaryjskich po południową Afrykę. Ocean Indyjski i Pacyfik od wschodniej Afryki po Japonię, Hawaje, Australię i Nową Zelandię oraz Chile.
Osobniki dorosłe żyją zazwyczaj na szelfie i stoku kontynentalnym na głębokości 180–1300 m (zazwyczaj 400–600 m). często spotykany nad górami i grzbietami podwodnymi. Prawdopodobnie nocą oddala się od dna. Osobniki młode są pelagiczne, spotyka się je na głębokości do 25 m.

## Cechy morfologiczne
Osiąga średnio 40 cm długości (max. 70 cm długości i 4 kg masy ciała). Pierwsza kość podoczodołowa z wystającą w bok i przód krawędzią. Na środku głowy mięsisty dysk pozbawiony łusek. Na dolnej części pierwszego łuku skrzelowego 17–20 wyrostków filtracyjnych, na górnej 6–8 wyrostków. Wzdłuż linii bocznej, zachodzącej na płetwę ogonową, 65–83 łusek. W płetwie grzbietowej 4 twarde i 13–16 miękkich promieni; w płetwie odbytowej 4 twarde i 26–30 miękkich promieni. U młodych osobników drugi promień płetwy grzbietowej wydłużony. W płetwach piersiowych 1 twardy i 9–11 miękkich promieni; w płetwach brzusznych 1 twardy i 9–11 miękkich promieni.

## Odżywianie
Żywi się głównie rybami, skorupiakami i głowonogami.

## Rozród
Dojrzewa płciowo w wieku 2–6 lat przy długości 19–32 cm. Jajorodny; tarło odbywa się partiami 10–12 razy co około 4 dni. Ikra i larwy pelagiczne. Żyje do 23 lat.

## Znaczenie
Ma znaczenie w rybołówstwie. Sprzedawany mrożony.